# Danny Van Haute
Daniel Frank "Danny" Van Haute (nascido em 22 de outubro de 1956) é um ex-ciclista olímpico estadunidense nascido no Canadá. Representou os Estados Unidos nos Jogos Olímpicos de Verão de 1984.